# (500222) 2012 HD69
(500222) 2012 HD69 es un asteroide perteneciente al cinturón de asteroides, descubierto el 26 de octubre de 2009 por el equipo del Observatorio Astronómico de Mallorca desde el Observatorio Astronómico de La Sagra, Puebla de Don Fadrique (Granada), España.

## Designación y nombre
Designado provisionalmente como 2012 HD69.

## Características orbitales
2012 HD69 está situado a una distancia media del Sol de 2,577 ua, pudiendo alejarse hasta 3,094 ua y acercarse hasta 2,061 ua. Su excentricidad es 0,200 y la inclinación orbital 12,97 grados. Emplea 1511,82 días en completar una órbita alrededor del Sol.

## Características físicas
La magnitud absoluta de 2012 HD69 es 16,3.